# Grains de sable
Pour plus de détails, voir Fiche technique et Distribution.
Grains de sable (渚のシンドバッド, Nagisa no Shindobaddo) est un film japonais de Ryōsuke Hashiguchi sorti en 1995.

## Synopsis
Shuji Ito est un garçon timide, secrètement attiré par son meilleur ami et camarade de classe Hiroyuki Yoshida.

## Fiche technique
- Titre original : 渚のシンドバッド (Nagisa no Shindobaddo?)
- Titre français : Grains de sable
- Titre international : Like Grains of Sand
- Réalisation : Ryōsuke Hashiguchi
- Scénario : Ryōsuke Hashiguchi
- Photographie : Shōgo Ueno
- Son : Teiichi Saitō
- Montage : Miho Yoneda
- Musique : Kazuya Takahashi
- Production : Kiyomi Kanazawa et Yuuka Nakazawa
- Société(s) de production : Tōhō
- Pays d’origine :  Japon
- Langue originale : japonais
- Format : couleur  — 35 mm — 1.85:1 — mono
- Genre : Drame et romance
- Durée : 129 minutes
- Dates de sortie :
  -  États-Unis : 4 avril 1995
  -  Japon : 16 décembre 1995
  -  France : 9 avril 1997

## Distribution
- Yoshinori Okada : Shuji Ito
- Ayumi Hamasaki : Kasane Aihara
- Kōta Kusano : Hiroyuki Yoshida
- Kōji Yamaguchi : Tōru Kanbara
- Kumi Takada : Ayako Shimizu
- Shizuka Isami : Rika Matsuo
- Yoshihiko Hakamada : Fujita

## Récompenses et distinctions
- 1996 : Tigre d'or du meilleur film au festival international du film de Rotterdam
- 1996 : Prix du film Mainichi du meilleur scénario pour Ryōsuke Hashiguchi
- 1997 : meilleur film au festival du film gay et lesbien de Turin